# 阿夸伊博姆州
阿夸伊博姆州（Akwa Ibom State）是奈及利亞36州之一，首府乌约。人口5,450,758（2016年）。该州成立於1987年9月23日，是一個石油州。 除了英語，該州的主要語言有伊比比奥语、阿南语、埃克特语、奥罗语和奥博洛语。
1. ↑  .   [2016-12-21]. （原始内容存档于2016-12-21）.
2. 1 2  Okeowo, Gabriel; Fatoba, Iyanuoluwa (编).  (PDF). Budgit.org. BudgIT. 2022-10-13  [2023-03-07].
3. ↑  . hdi.globaldatalab.org.   [2018-09-13] （英语）.